# Allenby Chilton
Allenby C. Chilton (16. september 1918 – 15. juni 1996) var en engelsk fodboldspiller (midtbane). Chilton spillede i Liverpool, Manchester United og Grimsby Town i hans aktive karriere, der varede fra 1938 til 1956. 
Allenby Chilton spillede desuden to kampe for det engelske landshold. 